# الکساندر وینوگرادوف
الکساندر وینوگرادوف (انگلیسی: Aleksandr Vinogradov; ۱۰ نوامبر ۱۹۵۱ – ۱۰ دسامبر ۱۹۸۸) قایقران کانو اهل اتحاد جماهیر شوروی سوسیالیستی بود.
وی در مسابقات کشوری و بین‌المللی در مجموع برندهٔ ۵ مدال طلا، ۱ مدال نقره، ۱ مدال برنز شده‌است.